# Felsőszalatna
Felsőszalatna (1899-ig Nagy-Szlatina, szlovákul Slatina nad Bebravou) község Szlovákiában, a Trencséni kerületben, a Báni járásban.

## Fekvése
Bántól 16 km-re északkeletre fekszik.

## Története
1332-ben a pápai tizedjegyzékben „Salatna” alakban említik először. A beckói, majd a zayugróci váruradalom részeként Csák Máté, Stibor vajda, a gróf Cseszneky és Zay családok birtoka volt. Már ekkor állt a falu ősi temploma. 1389-ben „Slatyna”, 1439-ben „Zlatzina”, 1477-ben „Zlathyna”, 1481-ben „Nagh Zlathyna”, 1598-ban „Nagy Zlatina” néven szerepel az írott forrásokban. 1598-ban malom és 45 ház állt a településen. 1720-ban 12 adózója volt, ebből 7 zsellér. 1784-ben 60 házában 69 családban 452 lakos élt.  A 18. században papírgyár és sörfőzde is működött a településen.
A 18. század végén Vályi András így ír róla: „Nagy, és Kis Szlatina. Két tót falu Trentsén Várm. földes Uraik Gr. Kolonits, és B. Zay Uraságok, lakosaik katolikusok, és másfélék is; Kis Szlatina a’ Nagynak filiája, földgyeik termékenyek, fájok, réttyek elég van.”
1828-ban 49 háza és 580 lakosa volt. Lakói főként mezőgazdasággal és halászattal foglalkoztak. A 19. században szeszfőzde üzemelt a faluban.
Fényes Elek 1851-ben kiadott geográfiai szótárában így ír a faluról: „Szlatina (Nagy), tót falu, Trencsén vmegyében, a zai-ugróczi uradalomban. Lakja 266 kath., 250 evang., 6 zsidó. Kath. paroch. templom. Szép erdő; patakjában sok pisztrangot fog. Ut. p. Ny.-Zsámbokrét.”
Lakói állattartással, favágással, gyümölcstermesztéssel és idénymunkákkal foglalkoztak. Többen kivándoroltak a községből a tengerentúlra. A trianoni diktátumig Trencsén vármegye Báni járásához tartozott.

## Népessége
| Év:            | 1994. | 2004.   | 2014.    | 2024.   |
| -------------- | ----- | ------- | -------- | ------- |
| Emberek száma: | 526   | 505     | 435      | 456     |
| Eltérés:       |       | -3,99 % | -13,86 % | +4,82 % |

| Év:            | 2023. | 2024.   |
| -------------- | ----- | ------- |
| Emberek száma: | 452   | 456     |
| Eltérés:       |       | +0,88 % |

1910-ben 694, túlnyomórészt szlovák anyanyelvű lakosa volt.
2001-ben 509 lakosából 507 szlovák volt.
2011-ben 459 lakosából 448 szlovák volt.

## Nevezetességei
- Árpád-házi Szent Erzsébet tiszteletére szentelt római katolikus temploma 1760 és 1770 között épült. Főoltára 1794-ben készült.
- Evangélikus temploma 1926-ban épült, részben a korábbi templom felhasználásával. Tornya 1889-ben épült.

## Külső hivatkozások
- Községinfó
- Felsőszalatna Szlovákia térképén
- E-obce.sk